# Calochaetes coccineus
Calochaetes coccineus là một loài chim trong họ Thraupidae. Chúng thường thấy ở Colombia, Ecuador và Peru.

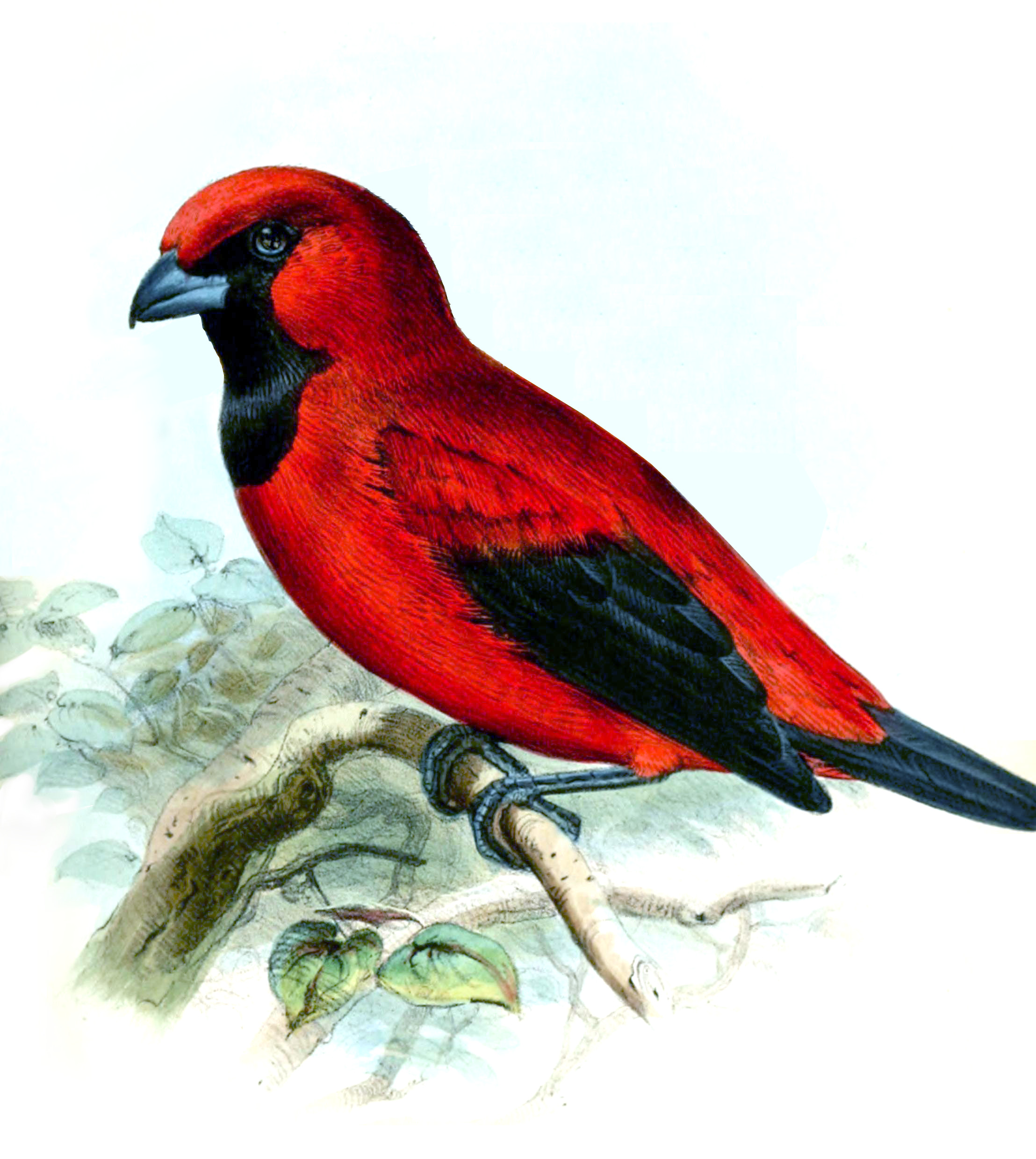